# کسی دلو
کسی دلو یک ستاره است که در صورت فلکی دلو قرار دارد.